# Chemise soufrée
Une chemise soufrée ou chemise à feu  est un morceau de toile rendu inflammable par un bain dans un mélange de pétrole, de soufre, de camphre et autres matières combustibles, au point de s'enflammer sous l'effet d'un tir d'arme à feu notamment lors d'une bataille navale quand elle a pu être attachée à un bateau ennemi que l'on veut incendier.  
Cette méthode est plutôt appropriée à l'incendie de navires relativement immobiles, dans une rade, comme ce fut le cas lors du bombardement d'Alger de 1816.
Des chemises soufrées, appelé aussi chemises ardentes, ont été utilisées lors de bûchers mettant à mort une personne,.